# Geschichte der Juden im Mittelalter
Die Geschichte der Juden im Mittelalter umfasst die Angehörigen des Judentums in der Epoche des Mittelalters, wobei im Kontext der jüdischen Geschichte häufig eine andere Definition des Mittelalters gewählt wird als vielfach in der Geschichtswissenschaft üblich. Während das Mittelalter sonst im Allgemeinen von der Völkerwanderung bis zu den Umbrüchen im 15. Jahrhundert angesetzt wird, meint der Begriff Jüdisches Mittelalter meistens die Zeit vom 7. Jahrhundert bis ins 18. Jahrhundert.
Die Juden lebten in dieser Zeit als Schutzbefohlene der Landesherren isoliert in eigenen Wohngebieten umgeben von einer ihnen häufig feindlich gesonnenen, durch das Christentum geprägten Bevölkerung. Seit dem Auftreten der Pestpandemie 1348/49 überschatteten Pogrome und Vertreibungen ihr Leben. Eine Sondersituation hatten die Juden bis zur Reconquista in den von den Mauren eroberten und vom Islam geprägten Gebieten der Iberischen Halbinsel. Hier kam es zu einer besonderen Blüte jüdischer Wissenschaft und Kunst. Aber auch hier wechselten – ähnlich wie im restlichen muslimisch beherrschten Raum – Phasen von toleranterer Behandlung der Juden als im Abendland mit Phasen von massiver Diskriminierung und Verfolgung.

## Jüdisches Mittelalter
In der Erforschung der jüdischen Geschichte wird der Begriff „Mittelalter“ oft in einer leicht anderen zeitlichen Abgrenzung verwendet als sonst in der abendländischen Geschichtswissenschaft üblich. Der Judaist Kurt Schubert grenzt das Jüdische Mittelalter folgendermaßen ab:
„Wenn man eine halbwegs themengerechte Datierung des jüdischen Mittelalters geben will, so reichte es etwa vom 7.–17./18. Jahrhundert, also von der Islamisierung des Orients bis zum Anfang der Emanzipationsbewegung in Europa, die man entweder mit Baruch Spinoza oder erst Moses Mendelssohn beginnen lassen kann.“
Der Judaist Karl Erich Grözinger setzt einen ähnlichen zeitlichen Rahmen:
„Die Neuzeit als eigenständige kulturelle Epoche des Judentums ist in der Wissenschaft erst allmählich ins Bewusstsein getreten. Darum wurde das Ende des jüdischen Mittelalters in der Historiographie zum Teil bis heute erst in die Mitte oder an das Ende des 18. Jahrhunderts verlegt.“

## Iberische Halbinsel

### Vorgeschichte unter den Westgoten
Im Laufe des 1. Jahrtausends hatte sich allmählich das geistige Zentrum des Judentums von Mesopotamien nach Europa, vor allem auf die Iberische Halbinsel und in den nordfranzösischen Raum, verlagert. Schon zu Beginn des 1. Jahrhunderts unserer Zeitrechnung waren erste jüdische Kolonien in der römischen Provinz Hispanien entstanden. In den Umbrüchen und Veränderungen, die der Zerfall des Weströmischen Reiches mit sich brachte, gerieten die Juden überall dort in Bedrängnis, wo größere Bevölkerungsgruppen zum Christentum übertraten. So lebten die Juden unter den eingewanderten Westgoten in weitgehender Freiheit und unbehelligt, solange die Westgoten Anhänger des Arianismus waren und die Lex Romana Visigothorum kaum Auswirkungen auf das alltägliche Zusammenleben hatte.
Als die Westgotenkönige im 6. Jahrhundert zum römisch-katholischen Glauben konvertierten, kam es zu Zwangstaufen und anderen diskriminierenden Maßnahmen. Zu Beginn des 8. Jahrhunderts, nur wenige Jahre vor der Eroberung weiter Teile der Iberischen Halbinsel durch die Mauren im Jahr 711, tauchten die ersten antijüdischen Verschwörungstheorien auf. Angeblich planten die unter westgotischer Herrschaft lebenden Juden zusammen mit den Juden des Orients „Aktionen“ gegen Staat und Kirche des Westgotenreiches. Anfänglich galten die Muslime als jüdische Splittergruppe, was vor dem Hintergrund der muslimischen Erfolge die antijüdische Stimmung weiter anheizte.

### Blütezeit nach der maurischen Eroberung

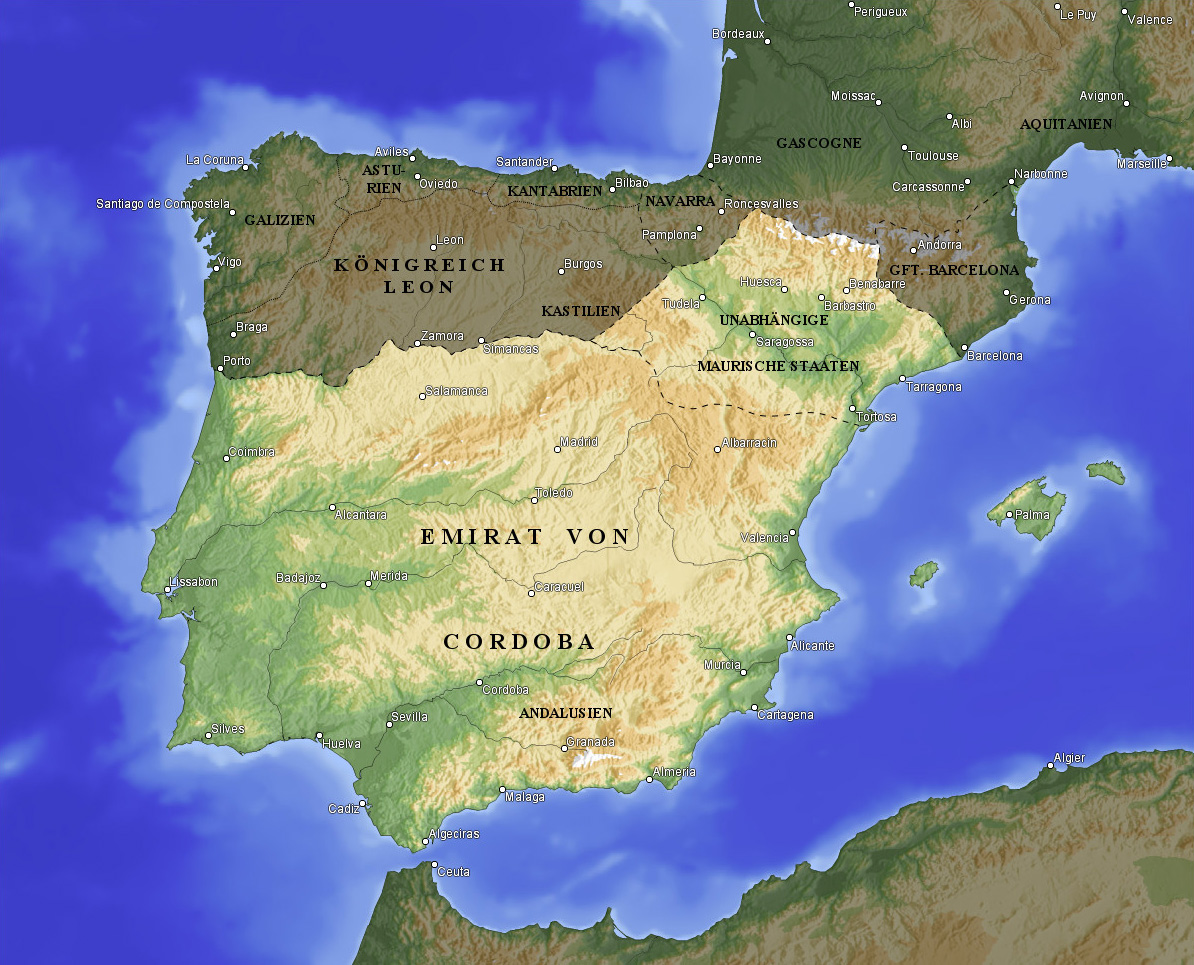
Das arabische al-Andalus um 910

Die maurische Eroberung verhinderte eine weitere Eskalation der antijüdischen Stimmung. Tatsächlich brachten die ersten Jahrhunderte der maurischen Herrschaft auf der Iberischen Halbinsel eine Zeit des Friedens für die jüdischen Einwohner, und dies, obwohl es in den ersten Jahrzehnten immer wieder zu jüdischen und auch jüdisch-christlichen Aufständen gegen die Mauren kam. Zu jener Zeit lebte fast die Hälfte aller Juden auf der Iberischen Halbinsel.
Das 10. und 11. Jahrhundert brachten eine Hochblüte des sephardischen Judentums in Kultur und Wissenschaft. Eines der frühesten Zentren jüdischer Gelehrsamkeit und arabischer Kultur entstand in Córdoba. Hier wirkte der Arzt und Diplomat Chasdai ibn Schaprut (915–961). Auch die erste jüdische Gelehrtenschule Spaniens entstand in Córdoba, gegründet von dem aus Sura als Sklaven hierher gebrachten Moses ben Chanoch. Sein Schüler Josef ben Abitur übersetzte die Mischna ins Spanische. Aus Córdoba stammte auch der berühmteste jüdische Philosoph des Mittelalters, Maimonides. Im Königreich Granada und Málaga wurde Samuel ha Nagid Wesir des Königs, eine Stelle, die er fast 30 Jahre lang innehatte. Sein Zeitgenosse war der aus Málaga stammende Dichter Solomon ibn Gabirol (1021–1058), dessen geistliche Werke Eingang in die Liturgie fanden und dessen weltliche Gedichte, zumeist Liebesgedichte, einen Höhepunkt der mittelalterlich sephardischen Dichtung darstellen. Unter dem Pseudonym Avicebron übte sein postum erschienenes philosophisches Werk Mekor Chajim („Quell des Lebens“) einen großen Einfluss auf die christlichen Autoren seiner Zeit aus. Bachja ibn Pakuda, der Begründer der jüdischen Moralphilosophie, über dessen Lebensdaten nichts bekannt ist, verfasste mit Chewot halewawot („Herzenspflichten“) eine der lange Zeit beliebtesten Erbauungsschriften über die jüdisch-talmudistische Frömmigkeit. Die Übersetzerfamilie Ibn Tibbon, in Spanien und Südfrankreich ansässig, übertrug bedeutende Werke der arabischen Literatur ins Hebräische.

### Verfolgungen im 12. und 13. Jahrhundert
Während der Zeit der Almoraviden und Almohaden wechselten Perioden relativen Friedens und relativer Sicherheit für die Juden mit einer Reihe von Verfolgungen durch die maurischen Herrscher ab. Viele der verfolgten und vertriebenen Juden flüchteten in den christlichen Teil Spaniens, nach Palästina oder nach Nordafrika. Die Bedeutung der arabischen Kultur und der weitgehenden Assimilation der jüdischen Bevölkerung an diese wird auch daran deutlich, dass Moses Maimonides seinen More Nevuchim („Führer der Unschlüssigen“) zunächst in arabischer Sprache verfasste. Doch auch er musste vor den Verfolgungen durch die Almohaden mit seiner Familie nach Nordafrika flüchten. Für die im maurischen Spanien zurückgebliebenen Juden verschlechterte sich die Lage in dem Maße, in dem während der Reconquista Teile der Iberischen Halbinsel wieder zurückerobert und christianisiert wurden.

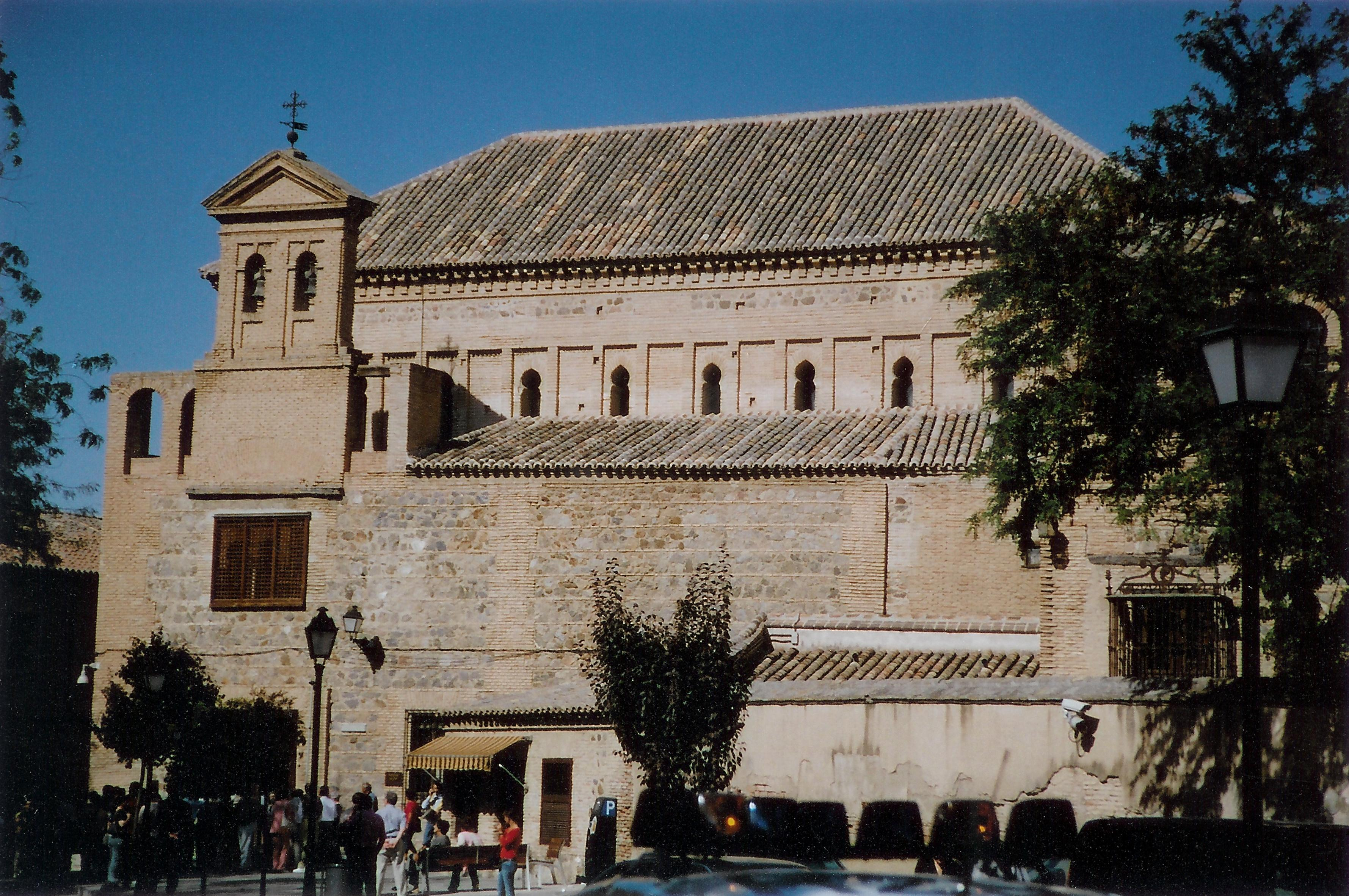
Ehemalige Synagoge in Toledo, heute sephardisches Museum

Im christianisierten Gebiet der Iberischen Halbinsel war Toledo im 12. und 13. Jahrhundert ein Zentrum jüdisch-christlicher Kultur in Europa. Es ist nicht klar, ob Don Raimundo, der seinerzeitige Erzbischof Toledos, am Bau der Übersetzerschule, die aus Juden wie Christen gleichermaßen bestand und wesentlich an der Vermittlung antiker Philosophie und arabischer Naturwissenschaft im mittelalterlichen Europa Anteil hatte, beteiligt war. Jüdische Gelehrte erlangten hohe Positionen in Staat und Gesellschaft. Josef ha Nasi ben Farrizueul, genannt Cidellus, wurde Leibarzt im Dienst des kastilischen Königs Alfons VI. Nach dessen Tod jedoch kam es zu größeren Judenverfolgungen in Kastilien. Barcelona wurde ein Zentrum talmudischer Gelehrsamkeit; im spanisch-provenzalischen Grenzgebiet entstand die Kabbala. Der eher judenfreundlichen Politik des Königs und des Adels stand im christlichen Spanien jedoch seit der Mitte des 13. Jahrhunderts eine judenfeindliche Einstellung von Kirche und Bürgerschaft gegenüber. Unter dem Einfluss des Konzils von Vienne (1311/12) forderte der spanische Klerus immer lauter die Entfernung der Juden aus allen Staatsämtern, die Trennung der christlichen von den jüdischen Lebensbereichen, die Aufhebung des Zeugnisrechtes für Juden und ihre öffentliche Kenntlichmachung durch besondere Kleiderattribute, wie das Tragen eines Judenabzeichens. Am 6. Juni 1391 stürmte der seit Jahrzehnten durch antijüdische Propaganda von der Kanzel herab aufgeputschte Pöbel das jüdische Viertel Sevillas. Seine Bewohner wurden, wenn sie nicht den Tod fanden, als Sklaven verkauft oder der Zwangstaufe, die bereits seit der Zeit der Westgoten durchgeführt wurde, unterzogen. Die zwangsgetauften Juden – spanisch „conversos“ bzw. „Marranen“ („Schweine“), lateinisch „christiani novi“, hebräisch „annussim“ („Gezwungene“) genannt – sollten in den folgenden Jahrzehnten das Ziel blutiger Verfolgungen und Massaker sein.

### Vertreibung aus Spanien
1492 endete mit der Eroberung des Emirats von Granada die als Reconquista bezeichnete Rückeroberung der von den Mauren eroberten Teile der iberischen Halbinsel durch die angrenzenden christlichen Königreiche. Auf dem Boden der unter maurischer Herrschaft islamisierten Gebiete entstanden die christlichen Königreiche Portugal und Spanien. Das Alhambra-Edikt von 1492 stellte Juden und Muslime vor die Wahl, entweder Spanien zu verlassen oder sich taufen zu lassen. Waren diese nicht gewillt, zum Christentum zu konvertieren, mussten sie Spanien verlassen oder endeten auf dem Scheiterhaufen. Hinzu kam seit 1481 die spanische Inquisition. Diese wurde eingesetzt, um jüdische und muslimische Konvertiten aufzuspüren, die heimlich ihre angestammte Religion weiter ausübten.

## Mittel- und Nordeuropa

### Juden als Schutzbefohlene von Kaiser und Ständen
Das Judenregal war seit der Antike das alleinige Privileg des römischen Kaisers und in seiner Nachfolge auf die römisch-deutschen Könige und Kaiser übergegangen. Nach den Bestimmungen der Goldenen Bulle von Karl IV. besaßen ab 1356 auch alle Kurfürsten des Heiligen Römischen Reiches das Judenregal und damit das Recht, von den Juden Schutzgeld und Sonderabgaben zu fordern. Der römisch-deutsche König und spätere Kaiser hatte das Judenregal oft an die Reichsstädte, bischöfliche Kammern oder Reichsfürsten verpfändet oder delegiert. Eigenmächtige Judenvertreibungen wertete er als Eingriff in seine Rechte. Unter Maximilian I. wurde es übliche Praxis, die Erlaubnis zur Judenvertreibung vom Kaiser zu erkaufen. So verfuhren zum Beispiel auch Nürnberg, Ulm, Donauwörth, Oberrehnheim, Schwäbisch Gmünd, Colmar, Reutlingen, Nördlingen. Die Reichsstädte entgingen dadurch der Zahlung eines höheren Strafgeldes und anderweitigen Schwierigkeiten.
Siehe auch: Wormser Privileg, Kammerknechtschaft.

### Kulturelle Blüte
Trotz mannigfacher Verfolgungen erlebte das mittelalterliche Judentum auch in Mittel- und Nordeuropa eine Blütezeit, deren Folgen zum Teil bis heute nachwirken. An erster Stelle ist hier Raschi aus Troyes (1040–1105) zu nennen, Rabbiner und maßgeblicher Herausgeber und Kommentator des Talmud. Der auf ihn zurückgehende Talmud-Kommentar gilt bis heute als einer der bedeutendsten und wird in den meisten Ausgaben mit abgedruckt. Raschis Enkel Samuel ben Meir und Rabbenu Tam studierten bei ihrem Großvater und wurden ebenfalls bedeutende Bibel- und Talmudkommentatoren.
Mit der karolingischen Herrschaft im 8. Jahrhundert begann eine Epoche des kaiserlichen Judenschutzes, vor allem unter Ludwig dem Frommen. Dessen Privilegienbriefe ermöglichten Juden, im Fernhandel tätig zu werden und ihr Leben nach der rabbinischen Halacha zu führen. Juden besaßen das Recht, Sklaven zu besitzen oder von Christen ihre Äcker oder Weinberge führen zu lassen, und durften mit Christen zusammenwohnen. Bei gerichtlichen Streitsachen mussten allerdings Christen gegen Juden drei Zeugen aufbieten, wohingegen Juden je nach Wert des streitigen Guts vier, sieben oder neun Zeugen stellen mussten. Angriffe auf ihr Leben wurden mit höchsten Geldstrafen sanktioniert. Zehn Prozent ihrer Einkünfte führten Juden an den kaiserlichen Hof ab. Erst die im hohen Mittelalter vollzogene Umwandlung vieler Städte in eigene politische Korporationen, die sich zu Freien Reichsstädten etablierten und deren Verfassungen die Städte als christliche Körperschaften auf zünftischer Basis ansahen, änderte den Status der Juden grundlegend. Sie wurden nun (wie Frauen, Leibeigene, Knechte und Durchreisende) Bürger zweiter Klasse, da sie weder dem christlichen Glauben noch einer ebenfalls ausschließlich christlichen Zunft angehörten bzw. angehören durften. Für eine weitere Verschärfung ihrer Lage sorgte die etwa 300 Jahre währende Krise, in die die frühfeudale Welt Ende des 11. Jahrhunderts geriet, sowohl durch äußere Bedrohungen als auch durch das Verarmen großer Teile des Adels und die Herausbildung kapitalistischer Produktionsweisen wie auch zentralstaatlicher Herrschaft.

### Wohnen und Arbeit

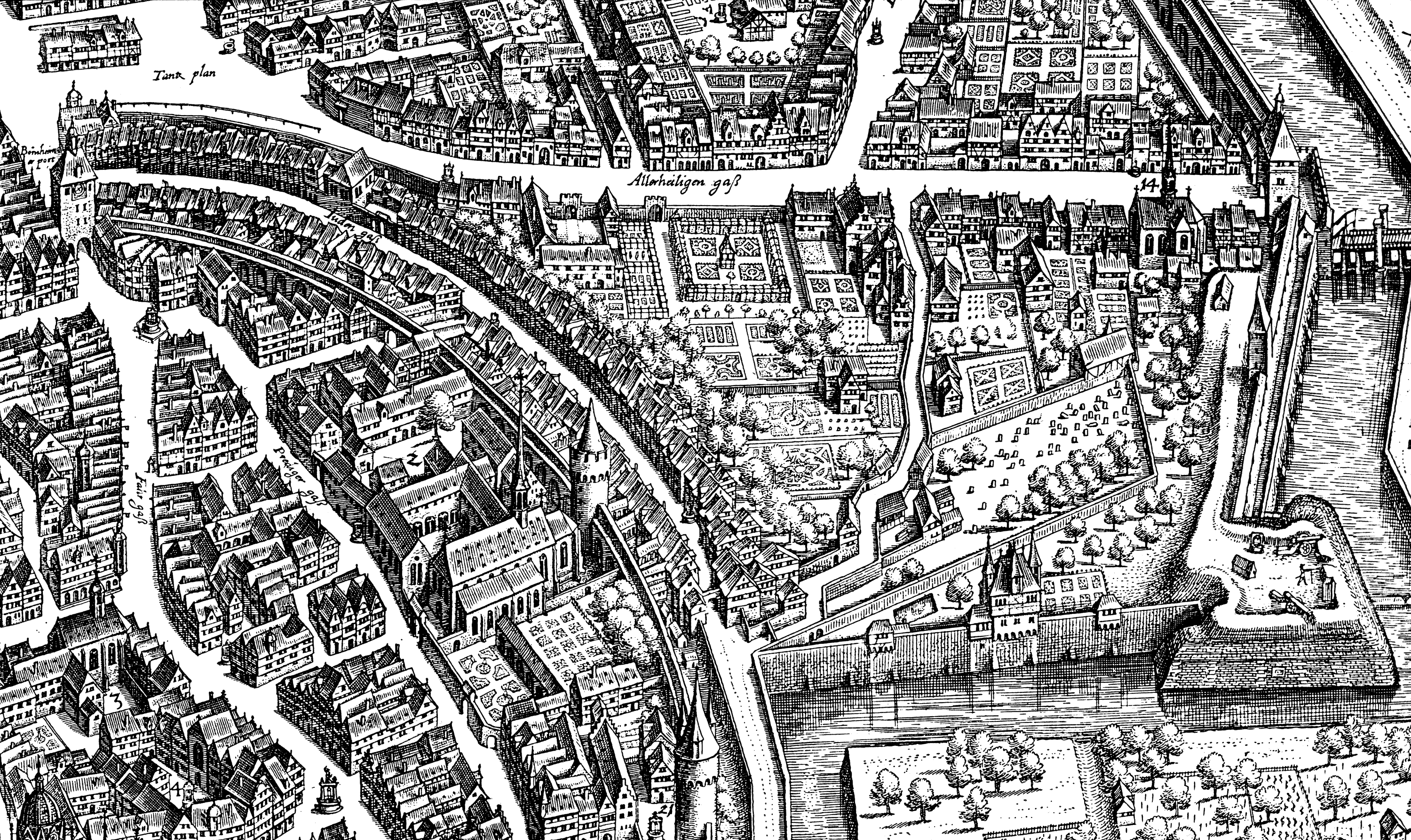
Frankfurter Judengasse

Im frühen Mittelalter waren Juden vor allem als Händler, Seefahrer und Ärzte geschätzt. Sie organisieren einen Großteil des Handels zwischen den muslimischen Staaten im östlichen Mittelmeer, Nordafrikas und Spaniens. Im Frankenreich der Karolinger standen sie daher unter königlichem Schutz. Juden arbeiteten zu dieser Zeit aber auch oft als Handwerker und Bauern, insbesondere auch im Weinanbau.
Im Mittelalter bildeten die römisch-katholische Kirche und die weltliche Herrschaft eine Einheit. Seit dem Hochmittelalter betrachteten Christen Juden als Angehörige einer ihnen feindlichen Religion. Sie begegneten dieser religiösen Minderheit mit Misstrauen und wachsender Feindschaft.
Den Christen war es bis zum 15. Jahrhundert nach dem kanonischen Recht verboten, Geld gegen Zinsen zu verleihen. In der Antisemitismusforschung ist die Annahme verbreitet, Juden sei die Geldleihe gestattet gewesen. Daher seien ihnen im Hochmittelalter das Ausüben eines zunftgemäßen Gewerbes und die Beschäftigung mit dem Ackerbau verboten worden, weshalb viele sich ihren Lebensunterhalt im Handel, als Pfandleiher oder im Zins- und Wechselgeschäft verdient hätten. Hier hätten sie ein Monopol erlangt. Nach Lockerung des Zinsverbots seien  Christen – nun von der Kirche geduldet – als Kaufleute und als Geldverleiher tätig gewesen, darunter Bürger und hohe Geistliche. Durch Pogrome hätten sie die nunmehr unliebsame jüdische Konkurrenz gewaltsam verdrängt bzw. sich auf diesem Wege ihrer Schulden entledigt. Dieses Narrativ, das eine rationale Erklärung für den mittelalterlichen Antijudaismus anbietet, geht auf den amerikanischen Rabbiner Joshua Trachtenberg (1904–1959) zurück und war lange in der Antisemitismusforschung verbreitet. Durch genauere Studien gilt es heute als falsifiziert: So lässt sich das Stereotyp des „Wucherjuden“ bereits in der Spätantike, also lange vor den mittelalterlichen Zinsverboten nachweisen; Juden waren im Mittelalter auch in anderen Berufen als im Geldhandel tätig, so namentlich in Ostmitteleuropa, auch im Handwerk; in der Hochfinanz und in der Pfandleihe dominierten nachweisbar christliche Akteure.

### Chronologie der Judenverfolgung

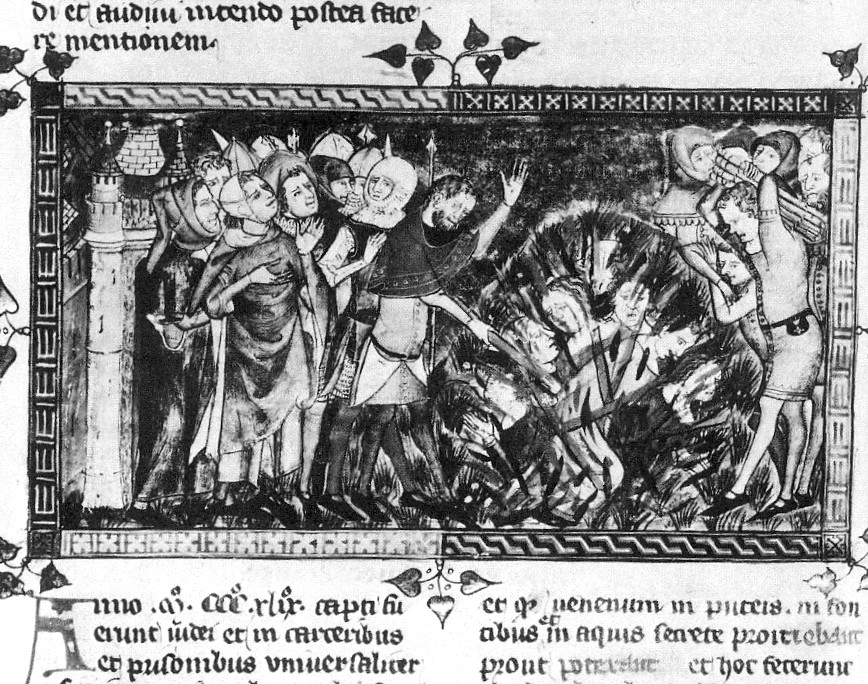
Verbrennung von Juden anlässlich der Pest 1349

Die Päpste und die meisten Herrscher versuchten, die Juden zu schützen. Bis zum Beginn des ersten Kreuzzugs (1096) lebten die Juden im mittelalterlichen Europa relativ sicher. Einige Gruppen von Kreuzfahrern, vor allem aus Frankreich, bekämpften vor dem Aufbruch nach Jerusalem zunächst die „Ungläubigen“ in Mitteleuropa. Auf dem Weg ins Heilige Land mordeten und plünderten sie während der Judenverfolgungen zur Zeit des Ersten Kreuzzugs in jüdischen Stadtvierteln, vor allem im Rheinland. Die dortigen Bischöfe bemühten sich um den Schutz der Juden, was ihnen nur zum Teil gelang. Die Juden wurden vor die Wahl „Taufe oder Tod“ gestellt. Tausende Juden, die nicht zum Christentum konvertieren wollten, wurden von den Kreuzfahrern erschlagen. Viele flüchteten in andere Regionen Deutschlands und nach Osteuropa. Sie nahmen das Jiddische als Sprache mit. Bei der Einnahme von Jerusalem sollen in einer einzigen Nacht über 3000 Muslime und Juden von christlichen Kreuzfahrern getötet worden sein.
1144 tauchten im englischen Norwich die ersten Beschuldigungen wegen angeblichen rituellen Christenmordes auf.
1215 verkündete Papst Innozenz III. auf dem 4. Laterankonzil eine Reihe von antijüdischen Maßnahmen. Wie schon im arabischen Kodex Omar forderte auch er, dass sich Juden in der Öffentlichkeit durch bestimmte Farben und Kleidung kenntlich zu machen hätten. Antijüdische Gesetze, verankert im kanonischen Recht der katholischen Kirche, führten schließlich zum Verbot des Talmud und 1242 zu seiner öffentlichen Verbrennung in Paris. Zwar hob Innozenz IV. das Talmudverbot wieder auf, doch konnte er die antijüdischen Tendenzen und Haltungen innerhalb der Kirche damit nicht verhindern oder abmildern.
1290 kam es in England und 1306/1394 in Frankreich zu Ausschreitungen gegen Juden und Judenvertreibungen. 1290 vertrieb König Eduard I. von England alle Juden aus seinem Reich. 1306 folgte Philipp IV. von Frankreich seinem Beispiel. Doch Ludwig X. erlaubte 1315 die Rückkehr der französischen Juden. Am 17. September 1394 vertrieb sie Karl VI. erneut und endgültig.
Im deutschsprachigen Raum kam es ausgehend von der Region Franken zwischen 1298 und 1303 unter Führung von „König Rintfleisch“ und zwischen 1336 und 1338 unter Führung des Raubritters „König Armleder“ zu ersten Judenpogromen.
Als in den Jahren 1348 bis 1353 die Pest in ganz Europa wütete – man schätzt, dass während der verschiedenen Schübe, in denen die Pest immer wieder aufflammte, 25 Millionen Menschen in Westeuropa starben – wurden die Juden als vermeintliche Urheber der Seuche verfolgt und der Brunnenvergiftung beschuldigt. Das Ausbrechen der Pest war mit zahlreichen Pestpogromen verbunden. Dabei ist vielfach zu beobachten, dass die Pogrome – gerade im Zusammenhang mit politisch instabilen Situationen – auch losgelöst von Infektionsgeschehen stattfanden, die neueste Forschung plädiert daher wieder für den Begriff der „Thronkrisenverfolgung“ (Jörn Roland Christophersen).
Im Heiligen Römischen Reich wurden die Juden im 15. Jahrhundert aus den meisten Reichsstädten und den landesherrlichen Territorien im Osten des alten Reiches vertrieben. In der den Juden feindlichen, durch das Christentum geprägten Gesellschaft wuchs der religiöse Hass gegen die Andersgläubigen, eng verbunden mit deren zunehmender wirtschaftlicher Bedeutungslosigkeit. Im Zusammenwirken führten religiöse, sozialpsychologische, politische und wirtschaftliche Momente immer öfter zu antijüdischen Aktionen. Die Folge waren Judenvertreibungen und Pogrome, die erst in der ersten Hälfte des 16. Jahrhunderts endeten.

## Osteuropa

### Chasaren
Vermutlich sind Juden seit Ende des 7. Jahrhunderts von Konstantinopel kommend in der heutigen Ukraine ansässig. Bis in das 10. Jahrhundert können jüdisch-chasarische Siedlungen zurückverfolgt werden. In der Zeit zwischen 786 und 809 n. Chr. trat die gesamte Oberschicht der Chasaren zum Judentum über. Die Chasaren werden daher gelegentlich auch „der 13. Stamm Israels“ genannt.
Die Zahl der Bekehrten belief sich angeblich auf etwa 4000 Menschen, die jüdische Lehre durchdrang also auch das gesamte Volk. Im Laufe der Zeit mischten sich Juden und turksprachige Chasaren. In den Jahrzehnten nach dem Einfall der Russen um 944 und durch innere Zwistigkeiten zerbrach das Chasaren-Reich schließlich. Während der Kiewer Rus erlebten die Juden eine weitere Blütezeit (980–1015).

### Polen-Litauen
Vom 12. bis zum 14. Jahrhundert wanderten zahlreiche Juden ins Königreich Polen aus. Sie siedelten zunächst in dem Heiligen Römischen Reich nahegelegenen Städten und Territorien.
Unter Herzog Mieszko III. und folgenden Fürsten hielten Juden die Münze von Groß- und Kleinpolen. 1264 erhielten die Juden durch den damaligen Herrscher von Großpolen, Herzog Bolesław „der Fromme“ († 1279), weitreichenden Schutz und Privilegien. Das sogenannte Statut von Kalisch, das sich eng an die Privilegien anlehnt, die der böhmische König Ottokar II. den Mährener Juden gewährte, sah unter anderem vor, dass ein Rechtsstreit zwischen einem Juden und einem Christen vor dem Prinzen selbst oder dessen Vertreter in der Provinz, dem Woiwoden, geführt wird. Rechtsstreite zwischen Juden wurden unter die Jurisdiktion eines jüdischen Richters gestellt. Auch sollte nach § 32 der Statuten, „Ritualmord“-Anklagen von sechs „Zeugen“ untersucht werden, von denen drei Christen und drei Juden sein sollten. Dank dieser und anderer für die Juden Polens positiven Gesetzgebung konnten sich die jüdischen Gemeinden relativ sicher entwickeln. Diese Rechtssicherheit war zum Nutzen beider Seiten, auch wenn schon bald Versuche unternommen wurden, diese Freiheiten einzuschränken (Synoden von Breslau 1267 und Ofen 1279). Denn es waren jüdische Händler, die wichtige Handelslinien nach Westen und Osten eröffneten oder ausbauten und somit nicht unwesentlich zur Orientierung Polens und Ungarns nach Westen beitrugen.
König Kasimir „der Große“ bestätigte nicht nur die Statuten des Kalischer Privilegs von 1264 seines Großvaters Bolesław, sondern erweiterte oder präzisierte sie in einigen Punkten und dehnte ihre Rechtsgültigkeit auf das Gebiet des gesamten Königreichs Polen aus. Władysław II. Jagiełło, der Großfürst Litauens, heiratete im Jahre 1386 die Kronerbin Hedwig von Anjou. Nach seiner Taufe übernahm er die polnische Königswürde. Das bis zu diesem Zeitpunkt heidnische Kernland des Großfürstentums Litauen, das der Fläche des heutigen Litauen entsprach, wurde christianisiert. Doch Vytautas, ein Vetter des polnischen Königs und Großfürsts von Litauen, der zunächst den Widerstand gegen Jogaila und dessen Politik der Christianisierung leitete, gewährte 1388 in seinem Machtbereich den jüdischen Gemeinden von Troki, Brest und Grodno weitreichende Privilegien, die letztendlich einer Gleichstellung mit der sonstigen Bevölkerung gleichkamen.
Im Jahre 1399 erfolgte in Posen die erste bekannte Beschuldigung wegen „Hostienfrevels“. Der Rabbi der Gemeinde sowie dreizehn Gemeindeälteste und die Frau, die ihnen angeblich geweihte Hostien besorgt hatte, wurden öffentlich verbrannt. Die jüdische Gemeinde zu Posen wurde zur jährlichen Zahlung einer Geldstrafe an die Dominikaner verurteilt. 1407 wurde in Krakau die erste bekannte Ritualmordklage erhoben. Von der Kanzel der St. Barbara-Kirche verkündete der Priester Budek der Gemeinde, die Juden hätten ein christliches Kind in der Nacht ermordet und sein Blut für rituelle Zwecke verwendet. Der Mob stürmte die jüdischen Häuser und steckte sie in Brand. Viele jüdische Bürger wurden ermordet oder suchten Zuflucht in der Taufe. Alle Kinder der Ermordeten wurden zwangsgetauft.